# イェンナ・バウク
イェンナ・バウク（Jeanna Bauck, 1840年8月19日 - 1926年5月27日）はスウェーデン生まれの画家である。画家としての活動はドイツで行った。

## 略歴
ストックホルムに生まれた。父親はドイツ生まれの作曲家で、母親はスウェーデン人であった。ストックホルムで美術を学んだ後、1863年にドイツに渡った。毎年、チロルやスイス、ヴェネツィアに旅し、ドレスデンではアドルフ・エアハルト(Adolf Ehrhardt)に学び、デュッセルドルフではアルベルト・フラム、ミュンヘンではユゼフ・ブラントに学んだ。その間にデンマーク育ちでドイツに留学していた女性画家、ベルタ・ヴェークマン(1847-1926)と親しくなり、2人でヨーロッパ各地を写生旅行した。
1880年から1881年の間、パリにヴェークマンと滞在し、サロン・ド・パリなどの展覧会に出展した。
1882年にヴェークマンはデンマークに帰国し、バウクもミュンヘンに移り、ミュンヘンで女性のための美術学校を開いた。1890年代にはベルリンでベルリン芸術家協会の絵画授業で教え、その時期の学生に当時21歳であったパウラ・モーダーゾーン＝ベッカーがいて、パウラは後に初期の表現主義を代表する画家となった。
バウクの作品はスウェーデン国立美術館などに収蔵されている。

## 作品

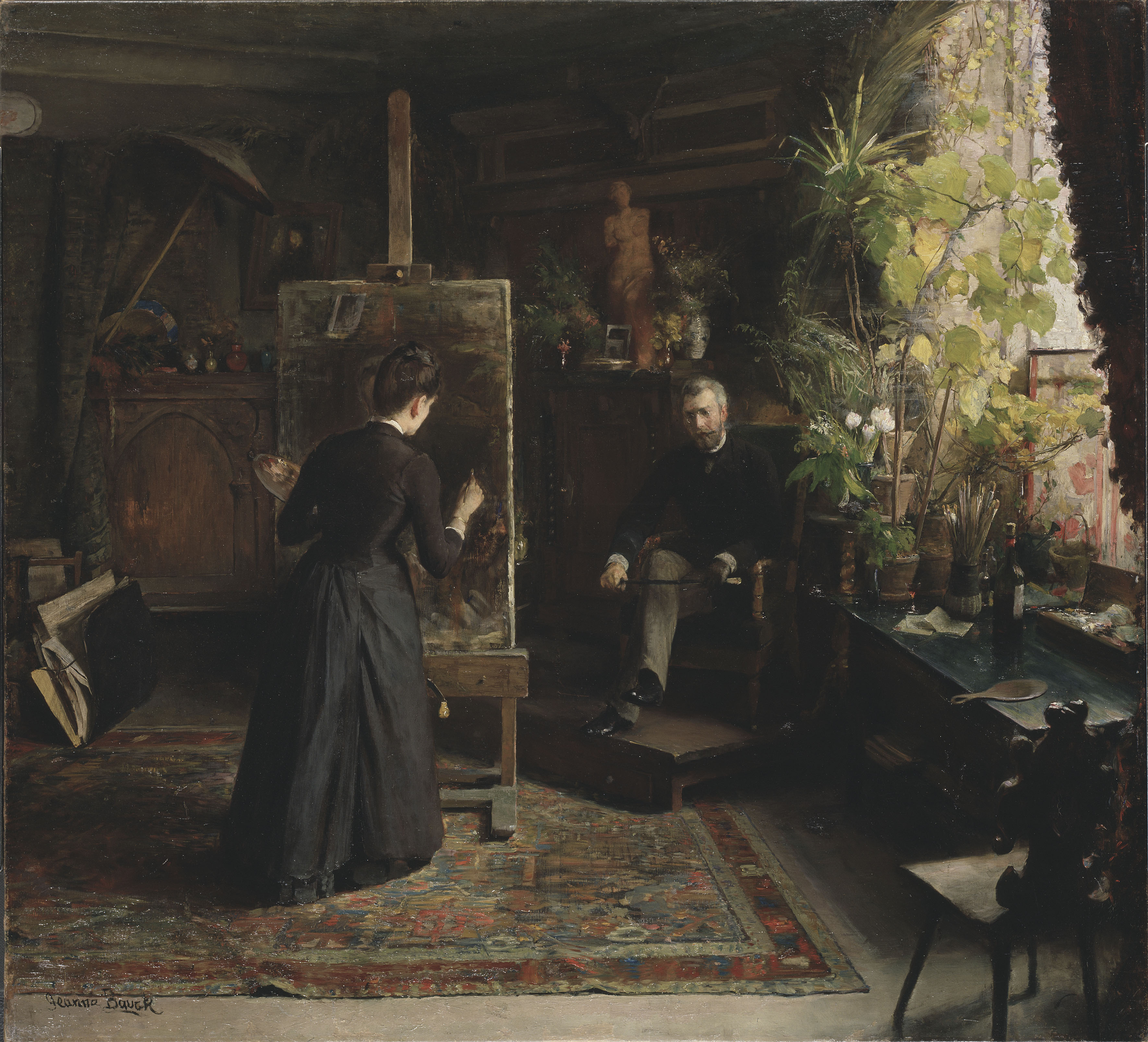
「肖像画を描くベルタ・ヴェークマン」
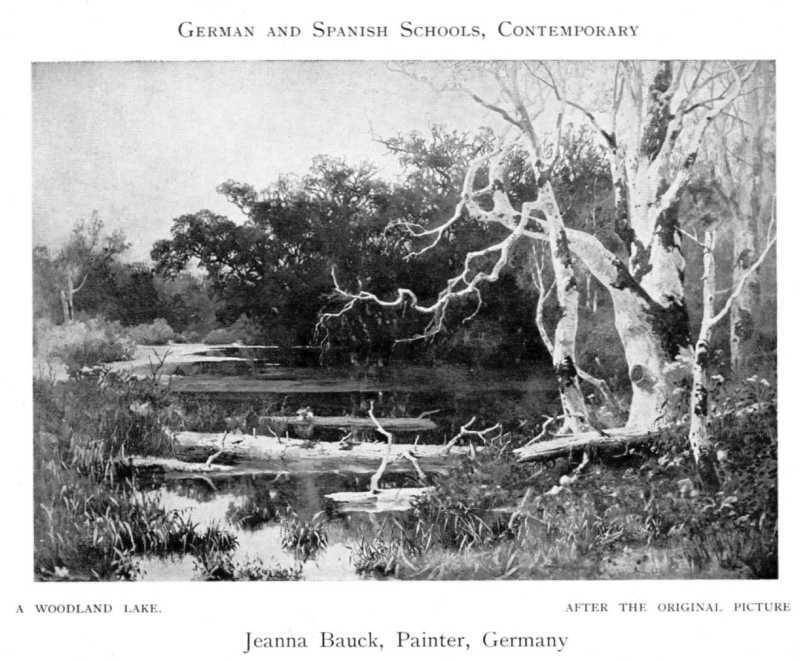
A Woodland Lake
妹の肖像画
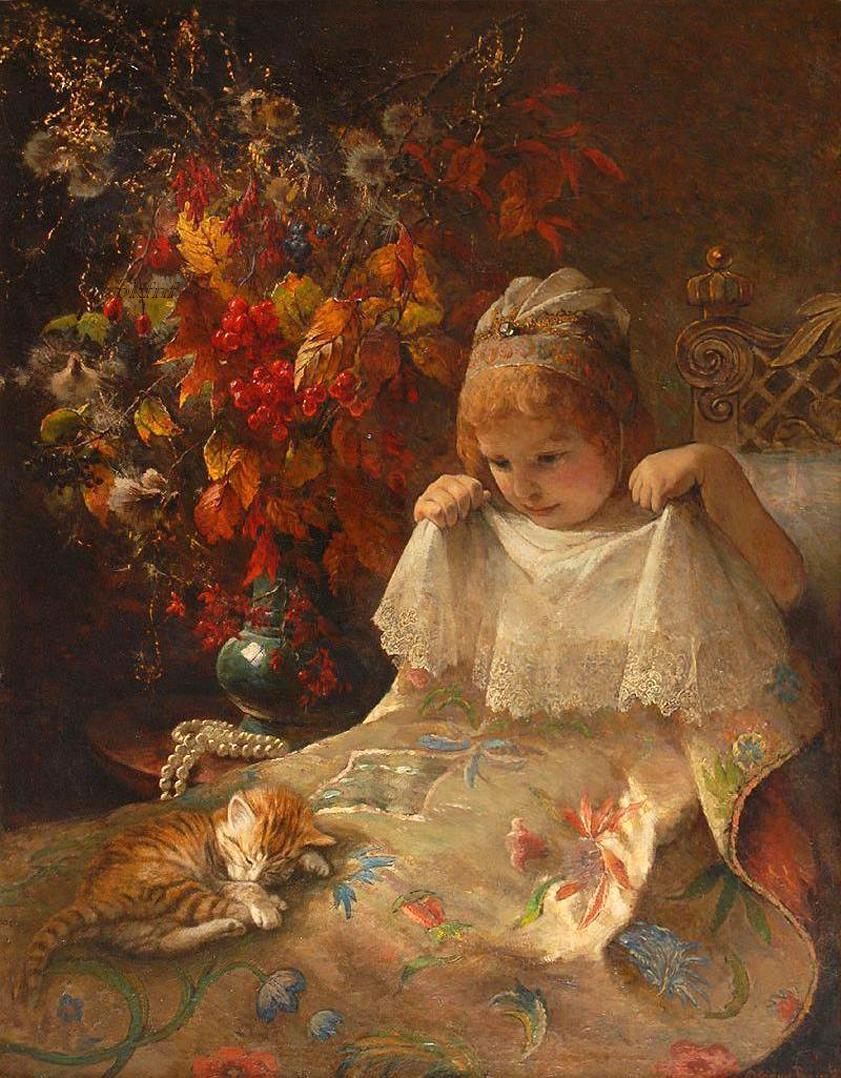
Mädchen mit Katze im Bett(1926)